# Koko B. Ware
James Ware (Union City, 20 de junho de 1957) é um ex-wrestler profissional, mais conhecido como Koko B. Ware. Ganhou popularidade na WWE, onde era conhecido como BirdMan.

## No wrestling
- Finishers e golpes especiais
  - Ghostbuster (brainbuster)
- Signature moves
  - Dropkick
  - Headbutt
- Managers
  - Toni Adams
  - Jimmy Hart
  - Bert Prentice
  - Percy Pringle
  - Slick Rick